# Kiss (canción de Prince)
Kiss es una canción compuesta, escrita y producida por el cantante, compositor y músico estadounidense Prince, lanzada como el primer sencillo de su octavo álbum de estudio, Parade (1986), el 5 de febrero de 1986, por el sello Paisley Park Studios. Fue un éxito número uno en todo el mundo, ocupando el lugar número uno de la lista Billboard Hot 100 de Estados Unidos durante dos semanas. El sencillo fue certificado de oro en 1986 por ventas de 1,000,000 copias por la RIAA.
La canción ocupó el puesto número 464 en la lista de Rolling Stone de las 500 mejores canciones de todos los tiempos. NME clasificó la canción número 4 en su lista de los 150 mejores singles de todos los tiempos. La misma revista votó Kiss como el mejor single del año 1986.
Después de la muerte de Prince, la canción volvió a registrarse en el Billboard Hot 100 en el número 28 y saltó al número 23 la semana siguiente. La canción también alcanzó el número dos en la lista de singles franceses. A partir del 30 de abril de 2016, ha vendido 1.330.336 copias en los Estados Unidos.
Age of Chance y The Art of Noise también lanzaron versiones de la canción que fueron críticas y exitosas en los charts.

## Desarrollo de la canción y lanzamiento
Kiss comenzó como una breve demostración acústica, de aproximadamente un minuto de duración, que consistía en un solo verso de blues de 12 compases y esto le dio a la canción su estructura. Prince le dio la canción a la banda de funk Mazarati para su álbum debut. Mazarati y el productor David Z revisaron drásticamente la canción, dándole un sonido minimalista. Cuando Mazarati le entregó la canción a Prince, se sorprendió de su trabajo y decidió retomar la canción. Reemplazó su voz principal, agregó el salto de guitarra en el estribillo y tocó sus propios tambores. Originalmente, la canción tenía una línea de bajo para ser congruente con otras pistas del álbum, pero se eliminó. Esta versión está disponible en Dailymotion, así como en la versión oficial. Un ejecutivo de Warner Bros. dijo que la canción fue "hecha en un sótano". Mazarati fue acreditado por sus coros, que Prince dejó intactos. Prince agregó la canción en el último minuto a Parade.
A pesar de que Warner Bros. no quiso lanzarlo como sencillo, "Kiss" se convirtió en el tercer éxito número uno de Prince en los EE. UU. Después del éxito de 1984 When Doves Cry y Let's Go Crazy. También fue un gran éxito en el Atlántico, alcanzando el número 6 en la lista de singles del Reino Unido. La canción ganó Prince otros 29 Premios Grammy Anuales por el Premio Grammy a la Mejor Interpretación R & B por un Dúo o Grupo con Voces, y fue nominado para el Premio Grammy por Mejor Canción R & B. [6] La canción se convirtió en un elemento básico en los conciertos de Prince y solía ser cantada parcialmente por el público.
El sencillo de 12' de la canción es una extensión de la pista del álbum. La sección extendida se basa en la línea de guitarra funky y contiene una instrumentación mucho más completa que la pista principal, incluidos bajo, órgano y cuernos. Hay nuevas letras de Prince. junto con Jill Jones, que terminó con un diálogo humorístico entre una esposa y su esposo mirando a Prince por televisión. El lado B de Kiss fue ♥ or $ (Love or Money), cantado en un procesador, más alto -pitched vocales, que Prince usaría más tarde para su material de Camille. La canción se relaciona con el tema en Under the Cherry Moon, y se escuchó un poco de la canción en la película, al igual que un poco de la versión extendida de Kiss. El extendido Kiss fue incluido en el Ultimate de 2006; ♥ or $ fue recientemente relanzado como un lado B digital en iTunes.

## Video musical
El video musical fue dirigido por Rebecca Blake. En la trama del video, Prince aparece con una camisa y una chaqueta de cuero y luego sin camisa y realiza una coreografía de baile en una sala. Los pantalones que usa son pantalones sin tirantes. Lo acompaña la bailarina velada Monique Mannen, que usa lencería negra y gafas de sol de aviador, mientras que la miembro de Revolution, Wendy Melvoin, se sienta tocando la guitarra.

## Posicionamiento en Lista
| Gráfoca(1986–1987)                               | Pico de posición |
| ------------------------------------------------ | ---------------- |
| Alemania Occidental (Offizielle Deutsche Charts) | 4                |
| Australia (Kent Music Report)                    | 2                |
| Austria (Ö3 Austria Top 40)                      | 8                |
| Bélgica (Flandes) (Ultratop 50)                  | 3                |
| Bélgica (VRT Top 30 Flanders)                    | 4                |
| Canada (CHUM)                                    | 4                |
| Canada Top Singles (RPM)                         | 6                |
| Finlandua (Suomen virallinen lista)              | 8                |
| Francia (SNEP)                                   | 29               |
| Irlanda (IRMA)                                   | 11               |
| Italia (Musica e Dischi)                         | 11               |
| Países Bajos (Dutch Top 40)                      | 2                |
| Países Bajos (Mega Single Top 100)               | 3                |
| Nueva Zelanda (Recorded Music NZ)                | 2                |
| Noruega (VG-lista)                               | 10               |
| Suecia (Sverigetopplistan)                       | 16               |
| Suiza (Schweizer Hitparade)                      | 3                |
| Reino Unido (Official Charts Company)            | 6                |
| US Billboard Hot 100                             | 1                |
| US Dance/Electronic Singles Sales (Billboard)    | 1                |
| US Dance Club Songs (Billboard)                  | 1                |
| US Hot R&B/Hip-Hop Songs (Billboard)             | 1                |
| US Cash Box Top 100                              | 1                |